# فيليب هيربرت كويل
فيليب هيربرت كويل (بالإنجليزية: Philip Herbert Cowell) (7 أغسطس 1870 - 6 يونيو 1949) كان عالم فلك بريطانيًا متخصصًا في دراسة حركة الأجرام السماوية والتنبؤ بالمذنبات. يُعرف كويل بشكل خاص بمساهماته في حساب مدار مذنب هالي الشهير بالتعاون مع أندرو كروميلين، بالإضافة إلى أعماله العديدة الأخرى في مجال علم الفلك.

## الحياة والمسيرة المهنية
- ولد كويل في كلكتا بالهند عام 1870 وتلقى تعليمه في كلية إيتون وكلية ترينيتي في كامبريدج.
- بعد تخرجه، عمل في المرصد الملكي غرينتش لعدة سنوات، حيث شارك في مشاريع بحثية مختلفة وأصبح خبيرًا في مجال حسابات الملاحة الفلكية.
- في عام 1909، تعاون كويل مع عالم الفلك أندرو كروميلين لإعادة حساب مدار مذنب هالي، الذي كان من المتوقع ظهوره التالي في عام 1910. استخدم كويل وكروميلين طرقًا حسابية متقدمة تم تطويرها حديثًا في ذلك الوقت، بما في ذلك استخدام آلات الحوسبة الميكانيكية، وتمكنا من تحديد مدار المذنب بدقة عالية وبالتالي التنبؤ بمساره بشكل صحيح. نجاح كويل وكروميلين في حساب مدار مذنب هالي كان إنجازًا علميًا مهمًا عزز سمعتهما في مجال علم الفلك.

## الإسهامات العلمية الأخرى
- دراسة حركة الكواكب الصغيرة والكويكبات.[1]
- تطوير طرق جديدة لحساب مدارات الأجرام السماوية.[1]
- دراسة ظاهرة الانحراف الضوئي للنجوم.[1]
- نشر العديد من الكتب والأبحاث العلمية في مجال علم الفلك.[1]

## الإرث
- يعتبر فيليب هيربرت كويل من علماء الفلك البارزين في القرن العشرين، وسيظل يُذكر بمساهماته المهمة في دراسة حركة الأجرام السماوية والتنبؤ بالمذنبات. لا يزال عمله على مذنب هالي يُدرس حتى اليوم كمثال على قوة الأساليب الحسابية في علم الفلك.